# Quốc kỳ Ý
Quốc kỳ nước Ý (tiếng Ý: Bandiera d'Italia) gồm có ba dải màu nằm dọc gồm xanh lục, trắng và đỏ. Trong đó màu xanh lá cây được quy định là màu nằm cạnh cột cờ khi treo.

## Lịch sử
Phiên bản được sử dụng đầu tiên của quốc kỳ Ý là cờ của nước Cộng hòa Cispadane vào năm 1797, khi những đoàn quân của Napoleon I tiến qua Ý. Nhiều nước cộng hòa nhỏ đã được thành lập tại Ý dựa trên mô hình Jacobin và sử dụng lá cờ ba màu tương tự như cờ Pháp nhưng mang màu sắc khác biệt đôi chút. Nước Cộng hòa Cispadane đã chọn lá cờ 3 màu với những dải màu nằm ngang lần lượt từ trên xuống là đỏ, trắng và xanh lục. Màu đỏ và màu trắng được lấy từ lá cờ Milan, còn màu xanh lục là màu quân phục của quân đoàn Lombardia. Từ đó cho đến khi thống nhất đất nước năm 1848, nhiều tiểu vương quốc ở Ý đã sử dụng lá cờ 3 màu xanh lục - trắng - đỏ này.

## Các quốc kỳ sử dụng trước đây

Cộng hòa Cispadane (1797)
Cộng hòa Cisalpine (1798)
Vương quốc Ý (1805)
Vương quốc Hai Sicilies (1848-1851)
Vương quốc Sardinia (1848-1851)
Vương quốc Ý (1861–1946)
Cộng hòa Xã hội Ý (1943–1946)
Cộng hòa Ý (1946–2003)
Cộng hòa Ý (2003–2006)
Cộng hòa Ý (2006–nay)

## Ý nghĩa
Về sau khi lá cờ ba màu được sử dụng làm quốc kỳ Ý, các màu sắc của nó đã được mang nhiều ý nghĩa mới. Có người cho rằng, màu xanh lục tượng trưng cho đồng bằng xanh tươi, màu trắng cho những ngọn núi tuyết phủ và màu đỏ cho máu của những chiến sĩ ngã xuống vì nền độc lập của tổ quốc. Nhưng một số khác lại dựa trên những phẩm hạnh tôn giáo: màu xanh lục tượng trưng cho hy vọng, màu trắng tượng trưng cho niềm tin còn màu đỏ tượng trưng cho lòng nhân ái.